# Taxidermi

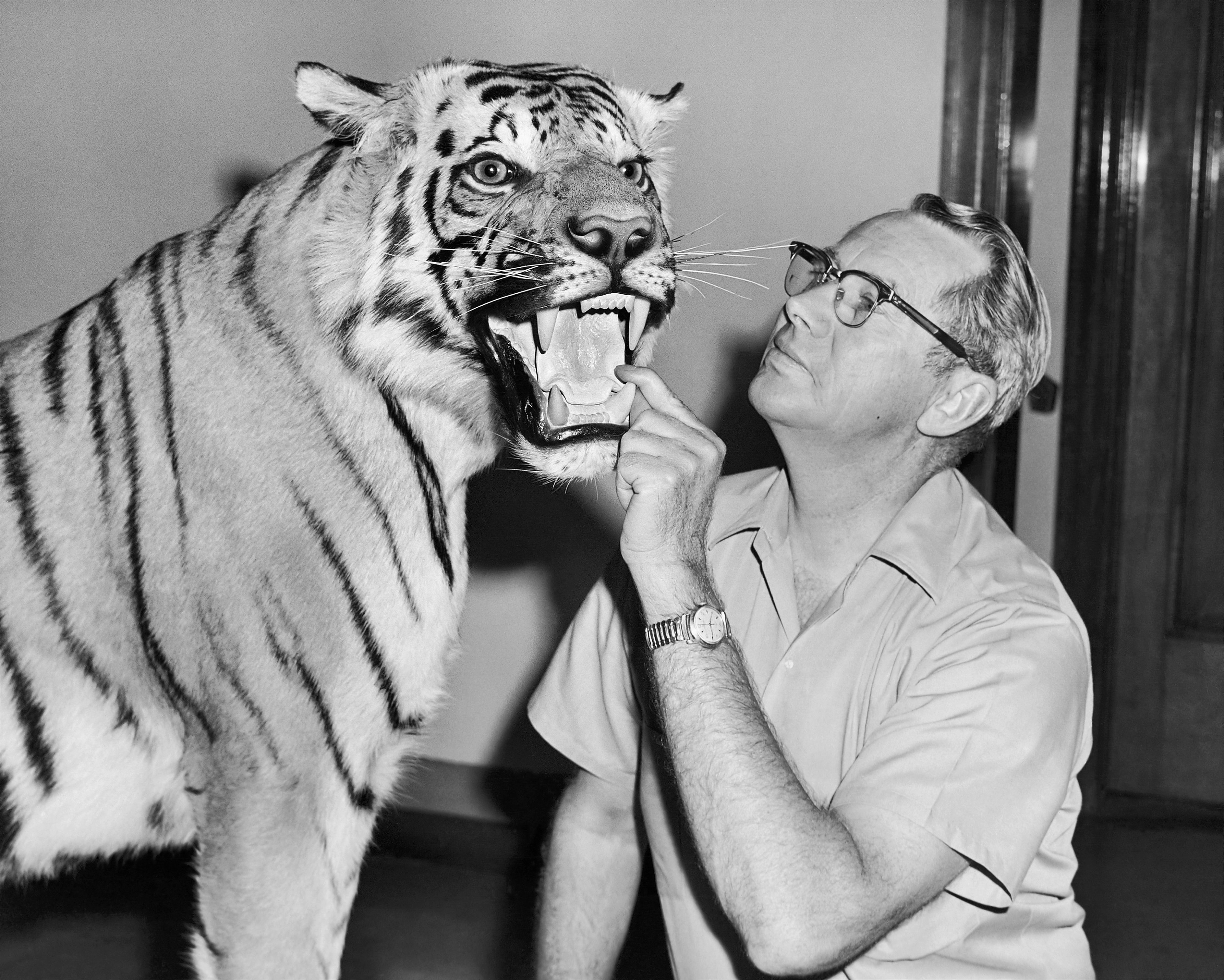
En preparerad och monterad ("uppstoppad") tiger vid Brigham Young University Life Sciences Museum.

Taxidermi (grekiska för “gestaltning av huden”) är konsten att konservera döda ryggradsdjur. I vardagligt tal talar man om uppstoppning av djur och i juridiska termer benämns det preparering.
Taxidermi innebär att preparera ett ryggradsdjur så att det bevaras för eftervärlden. I forskningssammanhang prepareras skinn ofta utan att sedan monteras ("stoppas upp") och man talar då om skinnlagda specimen eller skinnlagda preparat. En person som yrkesmässigt preparerar skinn på detta sätt kallas för taxidermist eller preparator, och konservator, eller zoologisk konservator. Det färdiga resultatet kallas ibland dermoplastik (grekiska för derma = hud och plastein = formge).

## Teknik

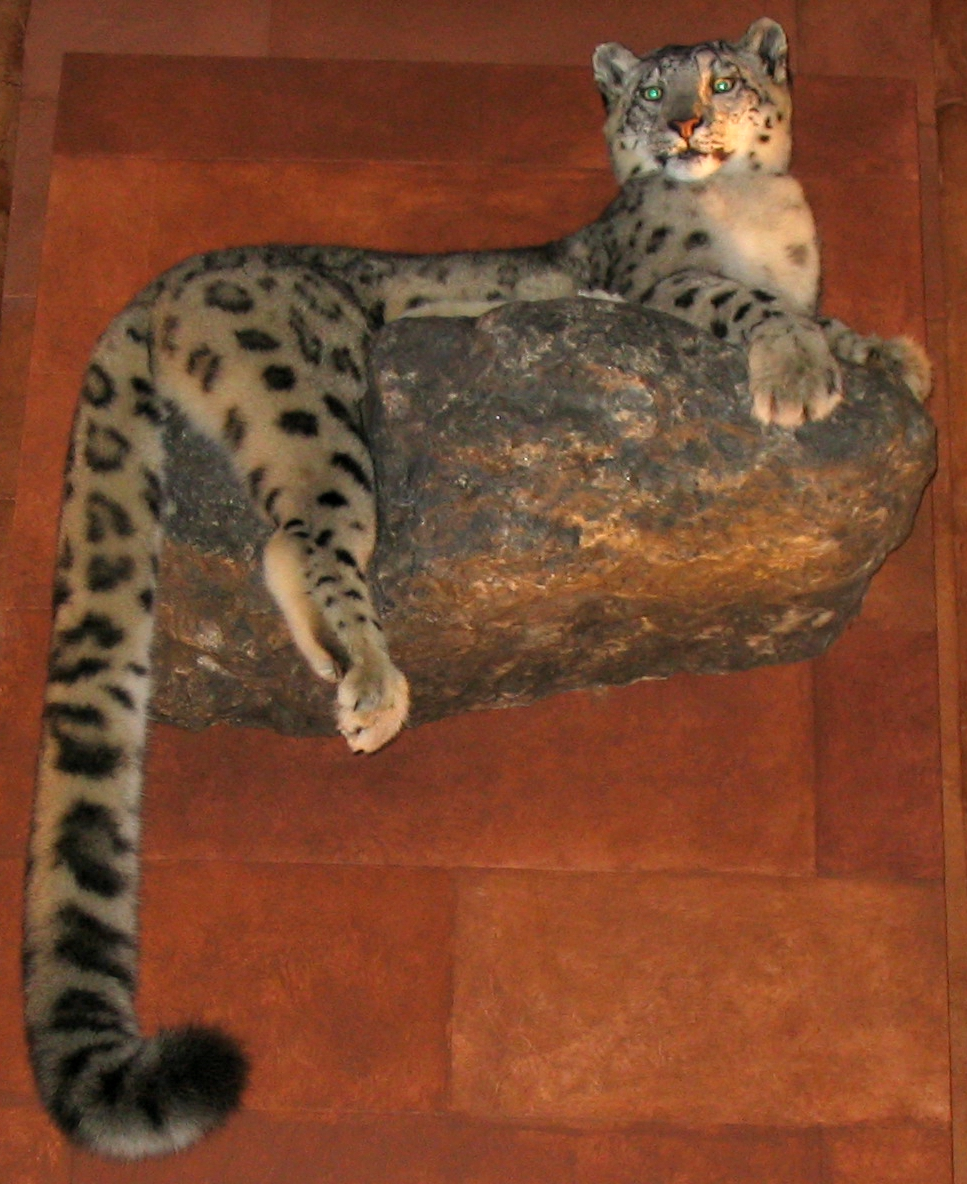
En uppstoppad snöleopard.

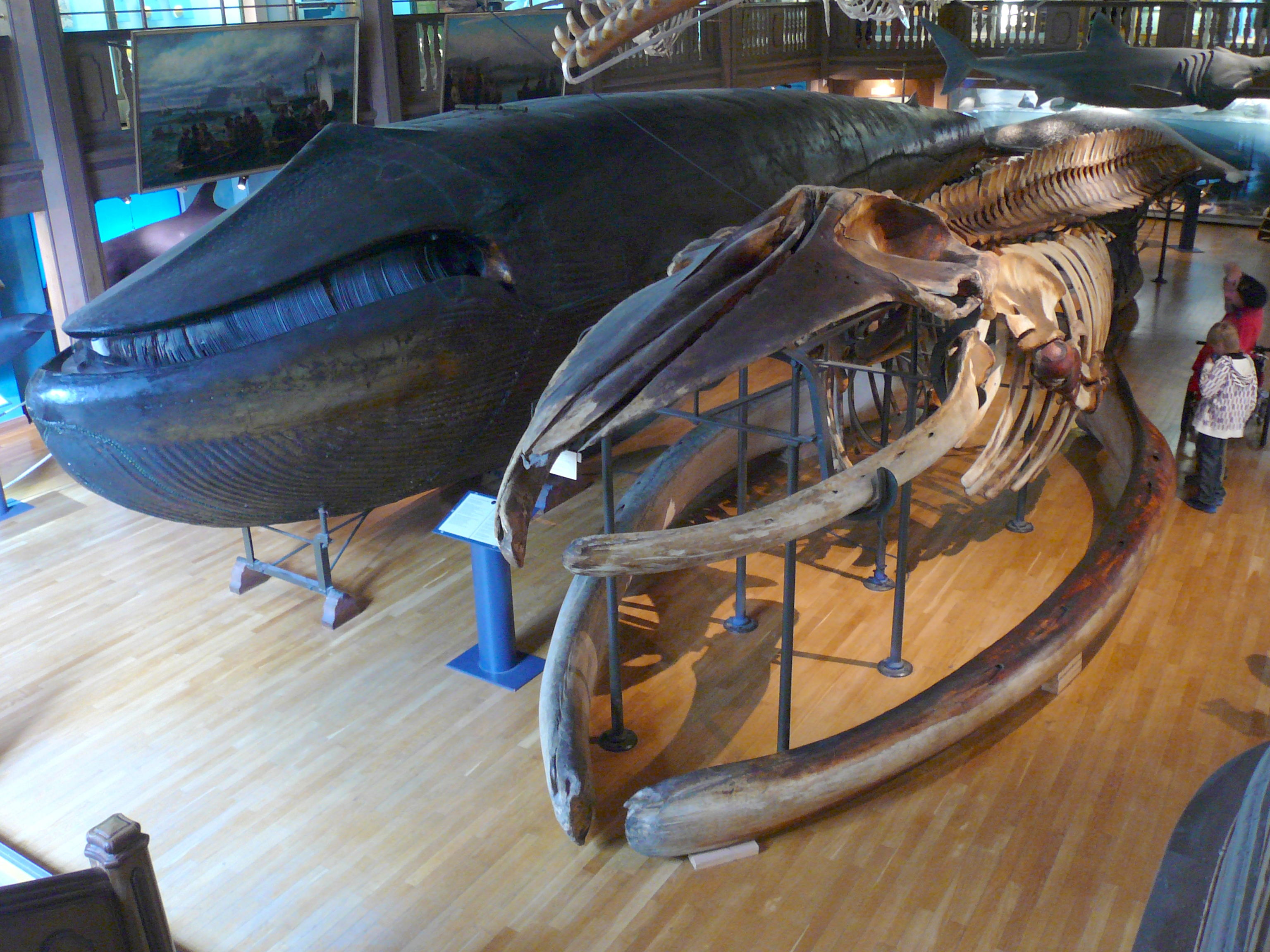
Den Malmska valen, världens enda "uppstoppade" blåval.

I moderna preparat används stommar av exempelvis lera, gips eller polyuretan. Större preparat behöver en kraftig stomme av metall. Ögonen tillverkas av glas eller plast, andra detaljer efterbearbetas och förbättras med färg.
Fiskar är mycket svåra att montera eftersom de har så tunt och bräckligt skinn, varför det är ovanligare med uppstoppade fiskar än exempelvis fåglar och däggdjur. Inom vetenskapen bevarar man därför ofta specimen av fisk i alkohol.

## Historik

Uppstoppad häst, Andalusier från 1800-talet.

Taxidermi blev möjligt i och med utvecklingen av tekniken att preparera (garva) djurhudar. Tidigt förekommer det uppstoppade djur där monteringen bestod av ett mjukt material, likt en kudde, som fyllde ut tomrummet i kroppen. Sedan mitten av 1800-talet har man tillverkat mer anatomiskt korrekta stommar av exempelvis lera eller gips som sedan kläs med de preparerade hudarna, fjädrarna eller håret.
På 1800-talet och 1900-talets början, innan zoologiska trädgårdar kunde visa levande djur, var det populärt att ställa ut uppstoppade djur och en del museer skapades för detta ändamål. I Sverige uppstod under Kolthoffs ledning Biologiska museet i Stockholm och Södertälje samt Biotopia i Uppsala. I alla dessa museer placerade man djuren i realistiska, konstgjorda omgivningar, så kallade dioramor. Även Naturhistoriska Riksmuseet förfogar över en stor samling av uppstoppade djur, en del av dessa kan beskådas av allmänheten.
Några kända taxidermister var amerikanen Carl Akeley (1864-1926) samt tysken Karl Küsthardt (1865–1949) och Joseph Burger (1875–1956). En känd svensk taxidermist var Gustav Isak Kolthoff (1845-1913).

## Handel och juridik

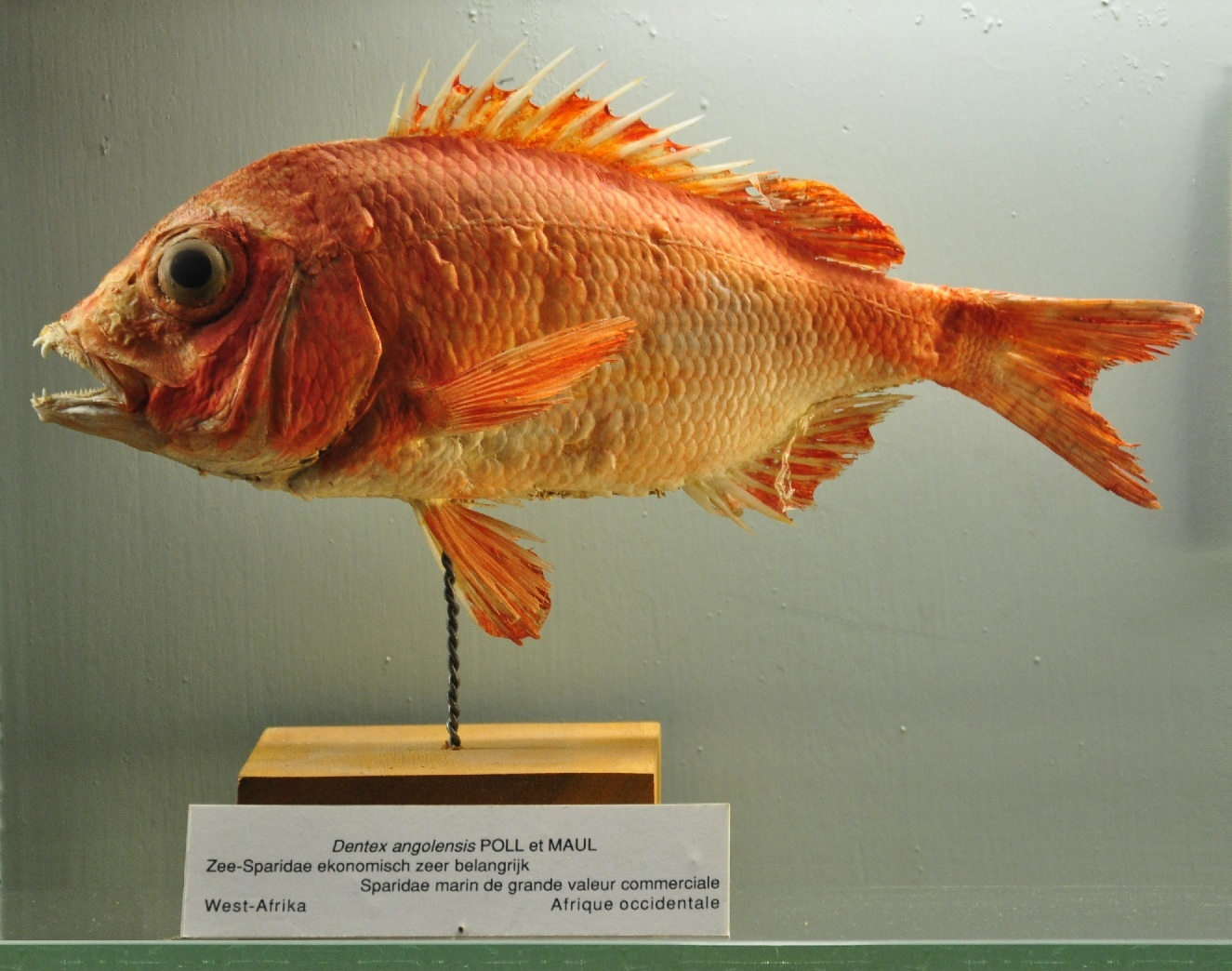
En preparerad och monterad fisk av arten Dentex angolensis.

Det finns en rad lagar, direktiv och förordningar som reglerar preparering och handel med döda vilda djur. Inom EU finns EU-direktiv och EU-förordningar, exempelvis artskyddsförordningen, utöver nationella lagar. Exempelvis är det inom EU förbjudet, med vissa undantag, att utan tillstånd preparera hela eller delar av djurarter som lever vilt inom EU. Inom EU gäller också att en taxidermist med tillstånd bara får sälja preparat om arten inte är upptagen på CITES-listans bilaga A och att det är styrkt att djuret är anskaffat och dödat på laglig väg. Exempelvis är all handel med uppstoppade rovfåglar och ugglor förbjuden om man inte har specialtillstånd. Ett undantag som kan bevilja tillstånd till handel är om man kan bevisa att djuret är preparerat innan lagen tillkom, det vill säga 1947.